# Gonanticlea pulcherrima
Gonanticlea pulcherrima là một loài bướm đêm trong họ Geometridae.